# Шульц, Генри
Генри Шульц (англ. Henry Schultz; 4 сентября 1893, Шарковщина, Российская империя, теперь Белоруссия — 26 ноября 1938, Сан-Диего) — американский экономист еврейского происхождения, преподаватель.

## Биография
Родился в семье Самуила Шульца и Ревекки Киссин 4 сентября 1893 года на территории Российской империи. В 1907 году вместе с родителями эмигрировал в США. В 1916 году получил степень бакалавра в Городском колледже Нью-Йорка. В 1917 году прервал своё образование в связи с Первой мировой войной. Участвовал в боевых действиях, был ранен в ходе наступательной операции на Мьюз-Аргонн в октябре 1918 года.
В 1919 году армейская стипендия позволила ему учиться в Лондонской школе экономики и в Галтонской лаборатории Университетского колледжа Лондона. В 1920 году он вернулся в США, где стал руководителем статистических исследований в Детском бюро Департамента труда США.
В 1925 году получил докторскую степень в Колумбийском университете. Преподавательскую деятельность в Чикагском университете он начал с 1926 года.
Погиб 26 ноября 1938 года в автокатастрофе вместе с женой Бертой Гринштейн, на которой был женат с 1920 года, и двумя дочерьми Рут и Джин.

## Основные произведения
- «Рациональная экономическая наука» (Rational Economics, 1928)
- «Значение статистических кривых спроса» (The Meaning of Statistical Demand Curves, 1930)
- «Теория измерения спроса» (The Theory of Measurement of Demand, 1938).